# Dibenzepin
A dibenzepin a triciklikus antidepresszánsok csoportjába tartozik. A noradrenalin neuralis felvételét szelektíven gátolja, erősen kötődik az agy hisztamin H1 receptoraihoz, és kisebb mértékben a kolinerg receptorokhoz. A dibenzepin farmakológiai profilja megegyezik biokémiai sajátosságaival: hisztamin és tetrabenazin antagonizmus, antikolinerg hatások és a noradrenalin hatásainak erősítése.

## Készítmények
- NOVERIL

## Fordítás
- Ez a szócikk részben vagy egészben  a   Dibenzepin című angol Wikipédia-szócikk fordításán alapul.  Az eredeti cikk szerkesztőit annak laptörténete sorolja fel. Ez a jelzés csupán a megfogalmazás eredetét és a szerzői jogokat jelzi, nem szolgál a cikkben szereplő információk forrásmegjelöléseként.